# 2018년 동계 올림픽 남아프리카 공화국 선수단
2018년 동계 올림픽 남아프리카 공화국 선수단은 대한민국 평창군에서 개최될 2018년 동계 올림픽에 참가할 예정인 올림픽 남아프리카 공화국 선수단이다. 남아프리카 공화국은 지난 2014년 소치 올림픽에는 불참하였으며, 8년 만에 다시 참가하게 되었다.
이번 대회에서 남아프리카 공화국은 알파인스키 한 종목에 남자선수 한 명이 출전한다. 여자 선수는 출전하지 않는다.

## 참가 선수
다음은 종목별 참가 현황이다.
| 종목       | 남자 | 여자 | 합계 |
| ---------- | ---- | ---- | ---- |
| 알파인스키 | 1    | 0    | 1    |
| 합계       | 1    | 0    | 1    |

## 메달 집계
| 종목 | 1 | 2 | 3 | 합계 |
| 합계 |   |   |   |      |

### 알파인 스키
남아프리카 공화국에는 총 한 명의 남자 선수가 배정됐다.
| 선수      | 종목        | 1차  | 1차  | 2차  | 2차  | 최종 | 최종 |
| 선수      | 종목        | 시간 | 순위 | 시간 | 순위 | 시간 | 순위 |
| --------- | ----------- | ---- | ---- | ---- | ---- | ---- | ---- |
| 코너 윌슨 | 남자 대회전 |      |      |      |      |      |      |
| 코너 윌슨 | 남자 회전   |      |      |      |      |      |      |